# Muhàmmad ibn Alí ibn Abd Al·lah
Muhàmmad ibn Alí ibn Abd-Al·lah ibn al-Abbàs fou un descendent d'Abbàs ibn Abd-al-Múttalib, oncle del profeta Mahoma, i pare dels califes Abu-l-Abbàs as-Saffah (750-754) i al-Mansur (754-775). A la mort del seu pare, Alí ibn Abd-Al·lah, el 736, Muhàmmad, que només era 14 anys més jove que el difunt, va agafar la direcció de la família.
Va conèixer a Damasc a Abu-Hàixim, el fill de Muhàmmad ibn al-Hanafiyya, i va esdevenir el seu deixeble. En temps del califa omeia al-Walid I (705-715) la família es va instal·lar a Humayma i fou allí que Abu-Hàixim (mort el 716/717) va llegir el testament en el que va encarregar als seus partidaris d'acceptar la direcció de la família abbàssida. Muhàmmad va ordenar traslladar la dawa haiximita de Kufa al Khurasan, on mai va estar personalment però hi va mantenir contactes a través de l'emissari Bukayr ibn Màhan. Quan el primer cap de la dawa del Khurasan, Abu-Ikrima, fou mort pel governador Àssad ibn Abd-Al·lah al-Qasrí (724-727), fou enviat al seu lloc Abu-l-Hussayn Kathir ibn Sad, que era analfabet. Kathir va dirigir la dawa del 726 al 729 quan va arribar a Nixapur, Khaddaix o Kidaix, i el va succeir cosa que potser Khaddaix va poder fer fàcilment degut a l'analfabetisme de l'anterior, agafant el comandament. Khaddaix va dirigir la dawa durant set anys com a sàhib (cap) i la seva tasca de propaganda a favor de l'imam Muhàmmad ibn Alí ibn Abd-Al·lah va reeixir. Khaddaix no obstant es creu que va propagar idees alides i Muhàmmad ibn Alí es va adonar que la dawa del Khurasan havia de dependre directament d'ell si la volia controlar, i no de Kufa (Abu-Hàixim Bukayr ibn Màhan). Khaddaix fou executat el 736 pel governador del Khurasan, Àssad ibn Abd-Al·lah al-Qasrí, en el seu segon mandat (735-738). El va succeir Sulayman ibn Kathir al-Khuzaí que des del 739 fou acusat d'haver adoptat les idees de Khaddaix i la dawa va estar virtualment separada de l'imam. El fracàs de la revolta de Zayd ibn Alí a Kufa el 740 i l'execució del seu fill Yahya al Khurasan el 743, fou el que va impulsar els caps de la dawa a acceptar les pretensions de la família abbàssida poc després de la mort de Muhàmmad ibn Alí.
Muhàmmad va morir l'agost/setembre del 743 i el va succeir el seu fill Ibrahim al-Imam.